# Chung Jae-hun
Dans ce nom coréen, le nom de famille, Chung, précède le nom personnel.
Pour les articles homonymes, voir Chung.
Chung Jae-hun (né le 1er juin 1974) est un archer sud-coréen.

## Biographie
Chung Jae-hun dispute les Jeux olympiques d'été de 1992 à Barcelone. Il se classe cinquième de l'épreuve par équipe et est sacré vice-champion olympique à l'issue de l'épreuve individuelle.